# Сиженка (приток Плюссы)
Сиженка — река в России, протекает по Сланцевскому району Ленинградской области. Берёт начало у деревни Сижно. Впадает в Плюссу ниже города Сланцы. Русло реки в нижнем течении спрямлено каналами; до спрямления впадала в реку Кушелку (тогда же имела длину в 13 км).

## Данные водного реестра
По данным государственного водного реестра России относится к Балтийскому бассейновому округу, водохозяйственный участок реки — Нарва, речной подбассейн реки — подбассейн отсутствует. Относится к речному бассейну реки Нарва (российская часть бассейна).
По данным геоинформационной системы водохозяйственного районирования территории РФ, подготовленной Федеральным агентством водных ресурсов:
- Код водного объекта в государственном водном реестре — 01030000412102000027335
- Код по гидрологической изученности (ГИ) — 102002733
- Код бассейна — 01.03.00.004
- Номер тома по ГИ — 2
- Выпуск по ГИ — 0